# Juncus elliottii
Juncus elliottii är en tågväxtart som beskrevs av Alvin Wentworth Chapman. Juncus elliottii ingår i släktet tåg, och familjen tågväxter. Inga underarter finns listade i Catalogue of Life.